# گروزنی اویا
گروزنی اویا (به انگلیسی: Grozny Avia) یک شرکت هواپیمایی با کد یاتا ZG است. دفتر مرکزی گروزنی اویا در گروزنی، روسیه واقع شده‌است و قطب این شرکت هواپیمایی در فرودگاه گروزنی قرار دارد و به ۳ مقصد، پرواز انجام می‌دهد.